# کودکان محاصره

پوشش نسخه کاغذی پان سال ۱۹۸۸

کودکان محاصره (انگلیسی: Children of the Siege) کتابی است نوشته پالین کاتینگ. این کتاب اولین بار در سال ۱۹۸۸ توسط ویلیام هاینمان منتشر شد.

## خلاصه کتاب
این کتاب سرگذشت کاملی از کاتینگ بین ۱۹۸۵–۱۹۸۷ است، وی به عنوان یک جراح در اردوگاه پناهندگان فلورانس در برج البراجنه جنوب بیروت برای کمک‌های پزشکی برای فلسطینی‌ها کار می‌کرد. این کتاب درپاسخ به مطلبی در مجله پزشکی بریتانیا بود، کاتینگ در دسامبر ۱۹۸۵ وارد بیروت شد.
در این دوره، اردوگاه برج البراجنه تحت محاصره شبه نظامیان امل قرار داشت. امل در سال ۱۹۷۴ توسط موسی صدر تأسیس شد، نزدیکترین متحد لبنان و رژیم حافظ اسد بود. تانک‌های امل اردوگاه را توپ باران می‌کردند و تک تیراندازان فلسطینیان را هدف قرار می‌دادند. این کتاب با توصیف یک حمله تهاجمی امل به یک پسر جوان شروع می‌شود. کاتینگ نوشت؛ «من از وحشیگری امل دهشت کردم.» تا اواسط ژانویه ۱۹۸۷، اردوگاه در گرسنگی، برخی در هراس از تکرار کشتار تل زعتر سال ۱۹۷۶ بودند - زمانی که یک اردوگاه پناهندگان فلسطینی در بیروت با کمک سوریه توسط فالانژیست‌ها احاطه شده بود.
این کتاب همچنین گزارشی از دیدار او با دکتر بن آلفوس هلندی و نزدیکی روزافزون او را نشان می‌دهد – با امضای آلفوس که همراه با آن یک نسخه از «وداع با اسلحه» از ارنست همینگوی را به تصویر می‌کشد، که داستانی عاشقانه با یک پرستار بریتانیایی است.
اگر چه او به دلایل اهداف بشردوستانه در تابستان سال ۱۹۸۶ به آنجا رسید، می‌گوید اما همدردی قوی‌ای با فلسطینی‌ها داشته‌است.